# Nick Hurran
Nick Hurran (nascut el 1959) és un director de cinema i televisió britànic. La seva pel·lícula de 1998 Girls' Night va ser presentada al 48è Festival Internacional de Cinema de Berlín i el premi del públic a la XIX edició de la Mostra de València.
Hurran està casat amb una productora de televisió, Michele Buck, amb qui té dos fills.

## Filmografia seleccionada
| - Remember Me? (1997) - Girls' Night (1998) - Sexualitat virtual (1999) - Plots with a View (2002) - Little Black Book (2004) - It's a Boy Girl Thing (2006) | - The Perfect Match (1995) - Happy Birthday Shakespeare (2000) - Take a Girl Like You (2000) - The Last Detective (2003, 1 episodi) - Walk Away and I Stumble (2005) - A Class Apart (2007) - Bonekickers (2008, 1 episodi) - The Prisoner (2009; 6 episodis) - Doctor Who (2011-2013) : - The Girl Who Waited - The God Complex - Asylum of the Daleks - The Angels Take Manhattan - The Day of the Doctor - Sherlock - His Last Vow - Nominada – Premi Primetime Emmy a la millor direcció d'una minisèrie, una pel·lícula o un especial dramàtic - The Lying Detective - Childhood's End (2015; 3 episodes) - Travelers (2016; 1 episodi) - Altered Carbon (2018; 2 episodis) |